# 島根県道263号浜乃木湯町線
島根県道263号浜乃木湯町線（しまねけんどう263ごう はまのぎゆまちせん）は、島根県松江市を通る一般県道である。

## 概要
松江市横浜町から松江市玉湯町湯町に至る。

### 路線データ
- 起点：松江市横浜町（幸町交差点、国道9号交点）
- 終点：松江市玉湯町湯町（玉造交差点、島根県道25号玉湯吾妻山線上、島根県道194号玉造温泉停車場線交点）

## 歴史
- 1972年（昭和47年）8月1日 島根県告示第595号により認定される。

前身は国道9号だったが、1972年（昭和47年）4月1日に宍道湖畔を通っていた松江道路（現在宍道湖夕日通りという愛称が付いている部分）が無料化され、そちらが国道9号になったためその旧道を本路線が継承したものである。
- 2002年（平成14年）12月16日 - 島根県道24号松江木次線バイパス（西嫁島高架橋）が開通したことにより旧道になった松江市横浜町 - 松江市浜乃木4丁目間を本路線が継承する。ただし、路線名称変更はいまだに実施されていない。
- 2005年（平成17年）3月31日 - 八束郡玉湯町が松江市の一部になったことにより終点の地名が変更された。
- 2007年（平成19年）3月18日 - 国道9号（国道54号重用）玉湯バイパスの供用開始に伴い、終点の接続道路が変更された。
- 2009年（平成21年）8月29日 - 同年8月28日島根県告示第633号により湯町工区（1.3 km）の供用開始[1][2]。
- 2012年（平成24年）3月13日 - 島根県告示第162号・163号により、湯町工区に並行する現道区間の一部が松江市へ移管され、一部は島根県道194号玉造温泉停車場線が継承した[3]。
- 2015年（平成27年）4月1日 - 同年3月31日島根県告示第264号・265号により、国道9号（国道54号重用）玉湯バイパスに並行する現道区間が島根県および松江市へ移管され、一部を本路線が継承し、終点の接続道路が変更された[4][5]。

## 路線状況
松江市横浜町 - 松江市浜乃木4丁目間は島根県道24号松江木次線旧道と重複している。なお、島根県道24号松江木次線の現道と旧道は直接接続しておらず、松江市道12798号浜乃木乃木福富線で分断されている。

### 重複区間
- 島根県道24号松江木次線旧道（松江市横浜町（起点） - 松江市浜乃木4丁目）
- 島根県道25号玉湯吾妻山線（松江市玉湯町玉造 - 松江市玉湯町湯町・玉湯交差点（終点））

### 道路施設

#### 橋梁
- 山居橋（山居川、松江市）
- 半原橋（忌部川、松江市）
- 東廻池橋（東廻提、松江市）
- 花仙橋（玉湯川、松江市、島根県道25号玉湯吾妻山線重複区間内）

#### トンネル
- 花仙トンネル：延長175 m、2008年（平成20年）竣工、松江市

## 地理

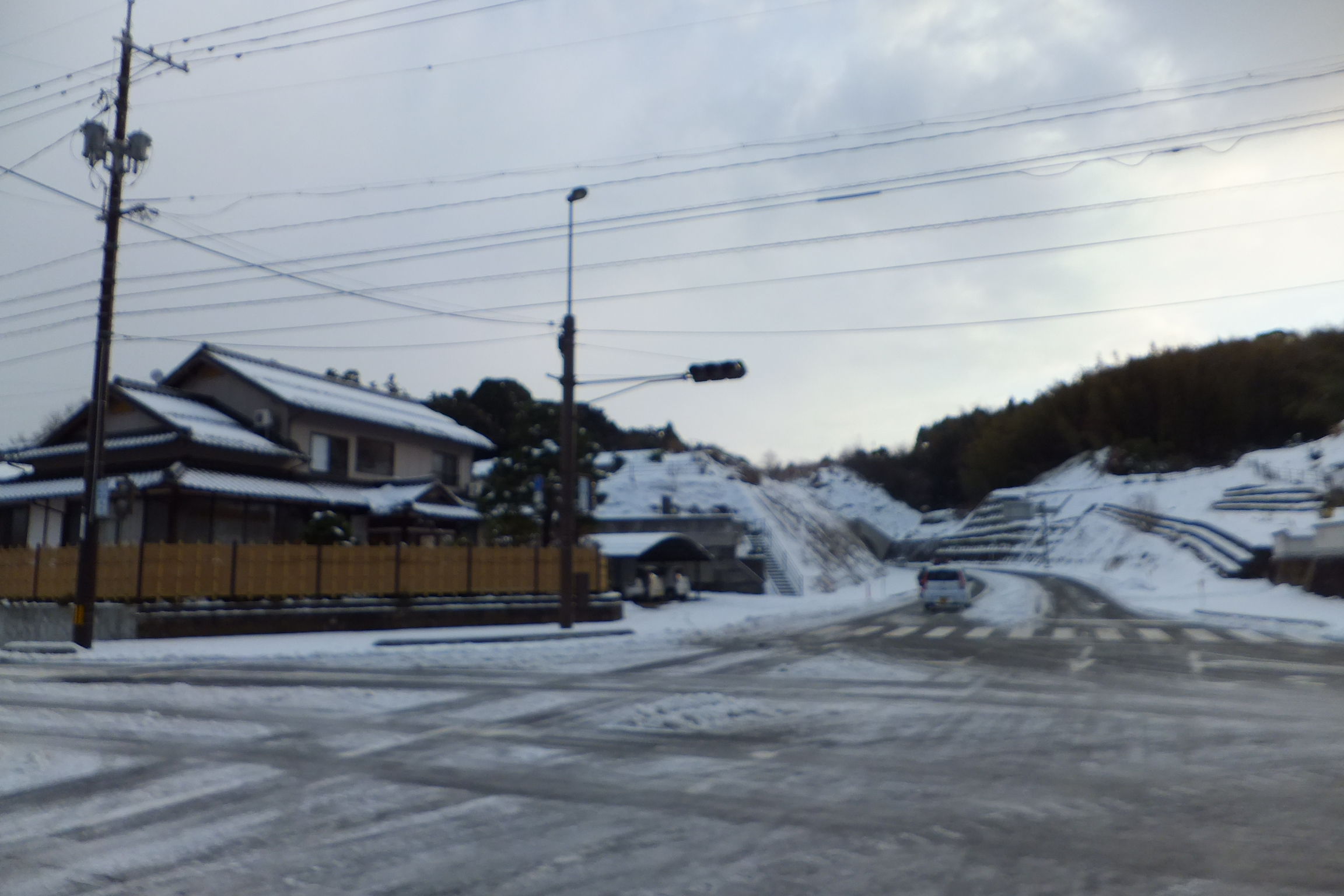
終点付近
松江市玉湯町玉造で撮影

### 通過する自治体
- 島根県
  - 松江市

### 交差する道路
| 交差する道路                                                               | 交差する場所 | 交差する場所      |
| -------------------------------------------------------------------------- | ------------ | ----------------- |
| 国道9号 国道54号 重複 島根県道24号松江木次線 / 旧道 重複区間起点           | 横浜町（）   | 幸町交差点 / 起点 |
| 島根県道193号乃木停車場線                                                  | 浜乃木2丁目  |                   |
| 島根県道24号松江木次線 / 旧道 重複区間終点 松江市道12798号浜乃木乃木福富線 | 浜乃木4丁目  |                   |
| 島根県道24号松江木次線 松江市道12847号乃木福富側道1号線                    | 乃木福富町   | [ 注釈 2 ]        |
| 島根県道25号玉湯吾妻山線 重複区間起点                                      | 玉湯町玉造   |                   |
| 島根県道25号玉湯吾妻山線 重複区間終点 島根県道194号玉造温泉停車場線        | 玉湯町湯町   | 玉湯交差点 / 終点 |

### 交差する鉄道
- 山陰本線

### 沿線
- JCHO玉造病院
- 松徳学院中学校・高等学校
- 松江西高等学校
- JR西日本山陰本線
  - 乃木駅 - 玉造温泉駅
- 島根県立松江養護学校 乃木校舎
- 島根県立松江農林高等学校
- E9 山陰自動車道
  - 27 松江玉造IC
  - 宍道湖SA
- 玉造温泉
- 松江市立義務教育学校玉湯学園
- 松江市役所 玉湯支所